# Валкування
Валкува́ння (рос. валкование, англ. ridging, bunding; нім. Schwaden) — технологічна операція зі збору фрезерного або кускового торфу з розстилу у валки. Основна вимога, що ставиться до валкування — збір торфу у валок без зрізування верхнього шару торфового покладу. Валкування здійснюється валкувальником торфовим. Ширина смуги, з якої торф збирається у валок за один прохід при прибиранні фрезерного торфу бункерними прибиральними машинами, — 3,2-4,8 м, при використанні перевалочних прибиральних машин — 18-19 м.